# Emanuel Ypsilanti
Emanuel Fürst Ypsilanti (griechisch Εμμανουήλ Υψηλάντης Emmanouíl Ypsilándis, * 30. April 1877 in Paris; † 17. Dezember 1940 in Wien) war ein griechischer Diplomat und Politiker.

## Leben

### Familie
Emanuel Ypsilanti war Sohn des griechischen Gesandten am Wiener Hof Gregor Fürst Ypsilanti (1835–1886) und der Helene geb. Freiin von Sina (1845–1893).
Väterlicherseits stammte er aus einer phanariotischen Familie. Sein Urgroßvater war Fürst Konstantin Ypsilantis, Woiwode der Moldau und Walachei. Sein Ururgroßvater war der Dragoman an der Hohen Pforte und spätere Woiwode der Moldau und Walachei Alexander Ypsilantis (1725–1807).
Mütterlicherseits entstammte er einer griechisch-österreichischen Kaufmannsfamilie. Sein Großvater war der Philanthrop und Astronom Simon von Sina. Der Unternehmer und Bankier aromunischer Abstammung Georg Simon von Sina war sein Urgroßvater. Sein Ururgroßvater Simon Georg Sina der Ältere war der Begründer des Außenhandels Österreichs mit dem Osmanischen Reich und bedeutendster Bankiers Ungarns zu seiner Zeit.
Ypsilanti war verheiratet mit Esmeralda von Galeotti (1875–1929).
Der General im Kampf um die Unabhängigkeit Griechenlands Alexander Ypsilantis war sein Großonkel.
Ein Enkelsohn von Emanuel Ypsilanti ist der geschiedene Ehemann der SPD-Politikerin Andrea Ypsilanti Manolis (Emmanuel) Ypsilantis (* 1944).

### Werdegang
Nach dem Besuch des Schottengymnasiums in Wien studierte Emanuel Ypsilanti an der Universität Athen, der Universität La Sapienza Rom, der Friedrich-Wilhelms-Universität Berlin und der Rheinischen Friedrich-Wilhelms-Universität Bonn Rechtswissenschaften. 1899 wurde er Mitglied des Corps Borussia Bonn.
Nach dem Studium lebte Ypsilanti zunächst in Wien und Rappoltenkirchen, wo er Hauptmann der Freiwilligen Feuerwehr wurde. 1909 wurde er zum ersten Präsidenten des neu gegründeten Österreichischen Kynologenverbandes gewählt.
Er wurde Königlicher griechischer Präfekt von Korfu, Deputierter, griechischer Gesandter und zuletzt Minister des Inneren. Ende der 1920er Jahre lebte er wieder in Österreich auf Schloss Rappoltenkirchen, dessen Besitzer er und sein Bruder Theodor waren.